# Людвигсштадт
Людвигсштадт (нем. Ludwigsstadt) — город в Германии, в земле Бавария. 
Подчинён административному округу Верхняя Франкония. Входит в состав района Кронах.  Население составляет 3494 человека (на 31 декабря 2010 года). Занимает площадь 58,72 км². Официальный код  —  09 4 76 152.
Город подразделяется на 5 городских районов.

## Население
По оценке на 31 декабря 2015 года население общины Людвигсштадт составляет 3430 чел. 

| Дата      | 1840 | 1871 | 1900 | 1925 | 1939 | 1950 | 1961 | 1970 | 1987 | 2011 |
| --------- | ---- | ---- | ---- | ---- | ---- | ---- | ---- | ---- | ---- | ---- |
| Население | 3158 | 3802 | 4306 | 4266 | 4345 | 5699 | 5306 | 4894 | 4043 | 3554 |

| Год       | 1960 | 1970 | 1980 | 1990 | 2000 | 2009 | 2010 | 2011 | 2012 | 2013 | 2014 | 2015 |
| --------- | ---- | ---- | ---- | ---- | ---- | ---- | ---- | ---- | ---- | ---- | ---- | ---- |
| Население | 5349 | 4866 | 4231 | 4097 | 3948 | 3578 | 3494 | 3551 | 3504 | 3469 | 3438 | 3430 |